# جرذ فاخر
الجرذ الفاخر (الاسم العلمي: Rattus norvegicus f. domestica) هو الشكل المستأنس من الجرذ النرويجي، الجرذ البني (الاسم العلمي: Rattus norvegicus)، وأكثر أنواع الفئران شيوعًا التي يتم الاحتفاظ بها كحيوان أليف. يشتق اسم الجرذ الخيالي من فكرة الفاخر الحيواني (الترويج للحيوانات الأليفة) أو عبارة «يتوهم» (بمعنى الإعجاب أو التقدير). لا تزال العينات التي يتم صيدها في البرية والتي تصبح سهلة الانقياد ويتم تربيتها لعدة أجيال تندرج تحت النوع الفاخر.
كانت الجرذان الفاخرة في الأصل أهدافًا لرياضات الدم في أوروبا في القرنين الثامن عشر والتاسع عشر. تم تربيتها لاحقًا كحيوانات أليفة، وهي تأتي الآن في مجموعة متنوعة من ألوان وأنماط المعطف، ويتم تربيتها وتربيتها من قبل العديد من مجموعات الفئران المتحمسة حول العالم. تباع في متاجر الحيوانات الأليفة والمربين. من السهل عمومًا العناية بالفئران الفاخرة شريطة إجراء الكثير من الأبحاث وبأسعار معقولة جدًا، حتى بالمقارنة مع الحيوانات الأليفة الصغيرة الأخرى، هذا هو أحد أكبر سحوباتهم. بالإضافة إلى ذلك، فهم مستقلون تمامًا ومخلصون ومدربون بسهولة. تعتبر أكثر ذكاء من القوارض المستأنسة الأخرى. تعيش الفئران الفاخرة الصحية عادة من سنتين إلى ثلاث سنوات.
تُستخدم الجرذان الفاخرة على نطاق واسع في الأبحاث الطبية، حيث أن فيزيولوجيتها تشبه إلى حد كبير تلك الخاصة بالبشر. عند استخدامها في هذا المجال، يشار إليها باسم فئران المختبر (فئران المختبر).
تختلف الفئران المستأنسة من الناحية الفسيولوجية والنفسية عن أقاربها البرية، وعادة لا تشكل مخاطر صحية أكثر من الحيوانات الأليفة الشائعة الأخرى. على سبيل المثال، لا تعتبر الفئران البنية المستأنسة تهديدًا للأمراض، على الرغم من أن التعرض لمجموعات الفئران البرية يمكن أن يدخل مسببات الأمراض مثل البكتيريا السِّلْسِلِيَّةُ الطَّوْقِيَّةُ الشَّكِل في المنزل. تتعرض الجرذان الفاخرة لمخاطر صحية مختلفة عن نظيراتها البرية، وبالتالي من غير المرجح أن تخضع لنفس الأمراض مثل الفئران البرية.

## تاريخ

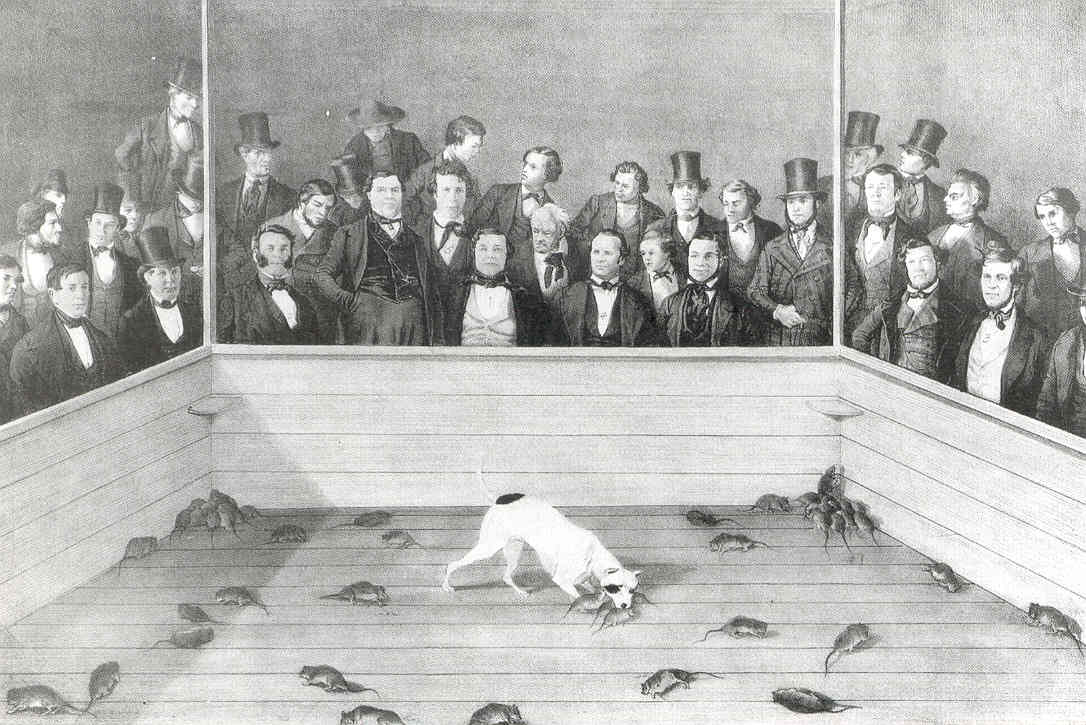
كانت رياضة الدم المتمثلة في اصطياد الفئران سابقة لممارسة تربية الفئران كحيوانات أليفة.

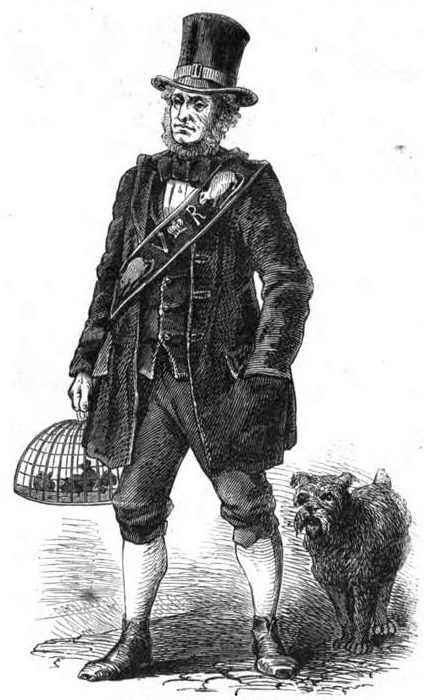
جاك بلاك كان يكسب رزقه ليس فقط من اصطياد الفئران، ولكن أيضًا من بيعها لاستخدامها في الطُعم.

يبدأ أصل الجرذ الفاخر الحديث مع صائدي الفئران في القرنين الثامن عشر والتاسع عشر الذين حاصروا الفئران في جميع أنحاء أوروبا. بعد ذلك، يقوم صائدو الفئران إما بقتل الفئران، أو على الأرجح بيع الفئران لاستخدامها في رياضة الدم. كان اصطياد الفئران رياضة شائعة حتى بداية القرن العشرين. لقد اشتملت على ملء حفرة بعدة فئران ثم وضع رهانات على المدة التي سيستغرقها جحر لقتلهم جميعًا. يُعتقد أن صائدي الجرذان والرياضيين بدأوا في الاحتفاظ بفئران معينة ذات ألوان غريبة خلال ذروة الرياضة، وفي النهاية قاموا بتربيتها ثم بيعها كحيوانات أليفة. الرجلان اللذان يُعتقد أنهما شكلا أساس نزوة الفئران هما جاك بلاك، الذي نصب نفسه على اصطياد الفئران للملكة فيكتوريا، وجيمي شو، مدير أحد أكبر دور الرياضة العامة في لندن. هذان الرجلان مسؤولان عن بدء العديد من أنواع الألوان الموجودة اليوم. اشتهر الأسود على وجه التحديد بترويض الفئران «الأجمل» ذات الألوان غير المعتادة وتزيينها بشرائط وبيعها كحيوانات أليفة.
بدأ تخيل الفئران باعتباره هواية رسمية ومنظمة عندما طلبت امرأة تُدعى ماري دوغلاس الإذن بإحضار فئرانها الأليفة إلى معرض لنادي الماوس الوطني في معرض عرض أيليسبري تاون في إنجلترا في 24 أكتوبر 1901. فاز فأرها المغطى باللونين الأبيض والأسود بجائزة «الأفضل في العرض» وأثار الاهتمام في المنطقة. بعد وفاة دوغلاس في عام 1921، سرعان ما بدأت نزوة الفئران تتراجع عن الموضة. استمرت الهواية الأصلية رسميًا من عام 1912 إلى عام 1929 أو 1931، كجزء من نادي الفئران والجرذ الوطني، وفي ذلك الوقت تم إسقاط الجرذ من الاسم، وإعادته إلى نادي الماوس الوطني الأصلي. تم إحياء الهواية في عام 1976 بتشكيل الجمعية الوطنية الإنجليزية للجرذان الخيالية. تتوفر الآن فئران الحيوانات الأليفة بشكل شائع في المتاجر ومن المربين، وهناك العديد من مجموعات مربي الفئران في جميع أنحاء العالم.

## الاختلافات من الفئران البرية
في حين لا تتم إزالة الفئران المستأنسة بشكل كافٍ من نظيراتها البرية لتبرير نوع فرعي مميز (قارن الذئب الرمادي مألوف)، هناك اختلافات كبيرة تميزهم، الأكثر وضوحًا هو التلوين. قد تحدث طفرات لونية عشوائية في البرية، لكنها نادرة. معظم أنواع نورفيكوس البرية ذات لون بني غامق، في حين أن الفئران الفاخرة قد تكون أي شيء من الأبيض إلى القرفة إلى الأزرق.
من الناحية السلوكية، تكون الفئران الأليفة المستأنسة أكثر ترويعًا من تلك الموجودة في البرية. هم أكثر راحة حول البشر ومن المعروف أنهم يبحثون عن أصحابهم أثناء التجوال بحرية. لقد قللوا من ردود أفعالهم تجاه الضوء والصوت، وأصبحوا أقل حذرًا تجاه الأطعمة الجديدة، ولديهم قدرة أفضل على تحمل الاكتظاظ. من الواضح أن الفئران المستأنسة تتزاوج في وقت مبكر، وبسهولة أكبر، ولفترة أطول من الوقت على مدار حياتها. كما أن الفئران المستأنسة تظهر سلوكيات مختلفة عند القتال مع بعضها البعض. بينما تفر الفئران البرية دائمًا تقريبًا من معركة خاسرة، تقضي الفئران المحبوسة في الأقفاص فترات طويلة من الوقت في وضع البطن أو الملاكمة. يُعتقد أن هذه الصفات السلوكية هي نتاج البيئة وليس الجينات. ومع ذلك، يُنظَر أيضًا إلى أن هناك أسبابًا بيولوجية أساسية معينة تجعل بعض أعضاء الأنواع البرية أكثر تقبلاً للتدجين من غيرهم، وأن هذه الاختلافات تنتقل إلى النسل.
تختلف بنية جسم الفئران المستأنسة عن تلك الموجودة في الجرذ البري أيضًا. يكون جسم الفأر الهائل أصغر حجمًا، وله آذان أكبر وذيل أطول من نظيره غير المأسوي. هم بشكل عام أصغر حجمًا مع ملامح وجه أكثر حدة أيضًا.
تتمتع الفئران المستأنسة بعمر أطول من الفئران البرية. نظرًا لأن الفئران المستأنسة محمية من الحيوانات المفترسة ولديها إمكانية الوصول بسهولة إلى الغذاء والماء والمأوى والرعاية الطبية، فإن متوسط عمرها يتراوح بين سنتين وثلاث سنوات، على عكس نورفيكوس البرية التي يبلغ متوسط عمرها أقل من عام واحد. ومع ذلك، فإن الجرذان البرية بشكل عام لديها أدمغة وقلوب وكبد وكلى وغدد كظرية أكبر من فئران التجارب. يواجه كل من الجرذ الخيالي والجرذان البرية أيضًا العديد من المخاوف الصحية المختلفة. الأول معرض لخطر الإصابة بعدوى المكورات الرئوية من التعرض للإنسان، في حين أن الأخير قد يؤوي الديدان الشريطية بعد ملامسة ناقلات مثل الصراصير والبراغيث.

## السلوك الاجتماعي
بشكل عام، الفئران مؤنسة تمامًا وتعمل بشكل أفضل مع رفيق قفص واحد على الأقل. يُنصح عمومًا بالاحتفاظ بفأر واحد ما لم تكن هناك مشاكل سلوكية شديدة. كلما تم تقديم الفئران في وقت مبكر لبعضها البعض، كان ذلك أفضل. في كثير من الأحيان، سيشجع مربي الفئران المالكين الجدد على أخذ اثنين أو أكثر من الفئران من نفس الجنس من نفس القمامة للمبتدئين.

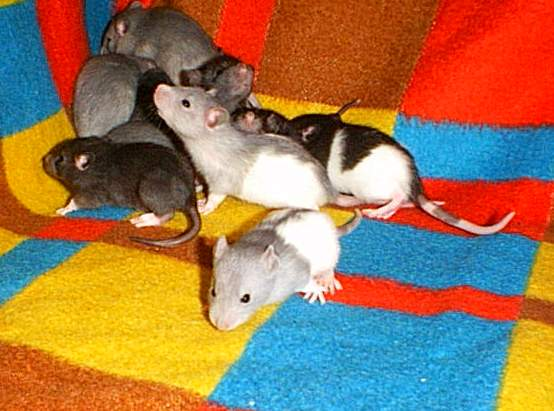
الفئران الصغيرة (حوالي 3 أسابيع من العمر)

خاصة مع الذكور، يمكن أن يكون هناك بعض القتال في البداية، ولكن بمجرد تحديد فأر ألفا، يجب أن تتعايش الفئران جيدًا. في غضون أسبوعين إلى شهر، من المرجح أن تكون الفئران قد تكيفت وتصبح أكثر ودية مع بعضها البعض. عادة ما تكون الفئران صديقة للغاية لزملائها في القفص. حتى أنهم في بعض الأحيان سيساعدون أو يعتنون بالفئران المريضة الأخرى.
بشكل عام، عندما يكون اثنان أو أكثر من الفئران من نفس القمامة من نفس الجنس، فإنهم يعيشون معًا دون أي اضطرابات ولكن مع صراع ودي ولعب قتال. من الممكن دمج الفئران من مواليد مختلفة. يمكن أن تختلف هذه العملية في الصعوبة، وغالبًا ما يتعين اتخاذ تدابير لتوفير الأمن لكلا الجرذان. تتضمن تقنيات التكامل إحضارهم إلى أرض محايدة حتى لا يصبحوا إقليميين. تكون عملية الدمج أسهل مع جرذان صغيرين، وعمومًا أقل من ستة أشهر. تكون عملية الدمج أكثر صعوبة مع اثنين أو أكثر من ذكور الجرذان البالغة، حيث أن الذكور البالغين هم الأقل احتمالًا لقبول رفقاء قفص جدد، خاصة بعد إنشاء ألفا. ما لم تكن هناك مشكلة في دمج الفئران معًا، يجب على المالكين دائمًا الاحتفاظ بها في مجموعة مكونة من ثلاثة على الأقل، حيث تعيش الفئران في مجموعات وتبدأ المجموعة بثلاثة حيوانات.

## أصناف

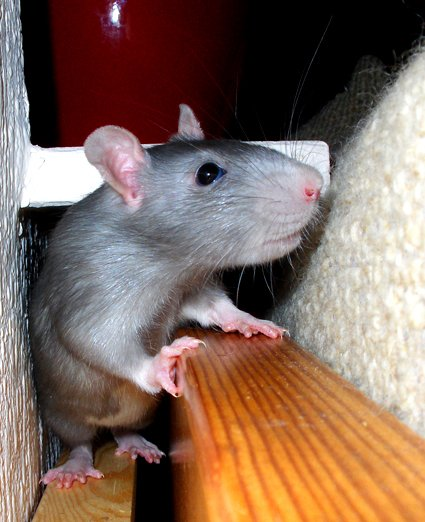
الأزرق الأمريكي هو واحد من عدة ألوان موحدة

كما هو الحال في أنواع الحيوانات الأليفة الأخرى، تم تطوير مجموعة متنوعة من الألوان وأنواع المعطف والميزات الأخرى التي لا تظهر في البرية أو ظهرت تلقائيًا. الجرذان الفاخرة في حد ذاتها هي نوع فرعي وعلى هذا النحو ليس لديها سلالات مميزة. يمكن تعريف أي جرذ فردي بطريقة أو أكثر من خلال لونه وطبقة علامه وعلاماته ونوع جسمه غير القياسي. هذا يسمح بتصنيفات محددة للغاية مثل قرفة روبي العينين بيركشاير ريكس دامبو.

### تلوين
بينما تحتفظ بعض فئران الحيوانات الأليفة بتلوين الجرذ البني البري (ثلاثة ألوان على نفس الشعر)، فإن البعض الآخر له ألوان صلبة (لون واحد على كل شعرة)، وهي سمة مشتقة من الفئران ذات الفرو الأسود. تشمل الألوان المستندة إلى أغوتي أغوتي والقرفة والتزلف. تشمل الألوان ذات الأساس الأسود والبيج والأزرق والشوكولاتة.
يعتبر لون العين مجموعة فرعية من التلوين، وغالبًا ما تتضمن تعريفات لون الغلاف معايير للعيون، حيث أن العديد من الجينات التي تتحكم في لون العين ستؤثر أيضًا على لون المعطف أو العكس. تسرد الرابطة الأمريكية للجرذان والفأر الأسود والوردي والياقوتي والعينين الغريبتين (عينان بلون مختلف) كألوان محتملة للعين، اعتمادًا على مجموعة متنوعة من الفئران المعروضة. يشير روبي إلى العيون التي تبدو سوداء للوهلة الأولى، ولكنها عند الملاحظة شديدة الأحمر الداكن.
يمكن أن تختلف أسماء الألوان لأصناف أكثر غموضًا، مثل الليلك والفاون، في حين أن تفسيرات المعايير يمكن أن تتقلب بين (وحتى داخل) البلدان أو النوادي المختلفة.

### العلامات

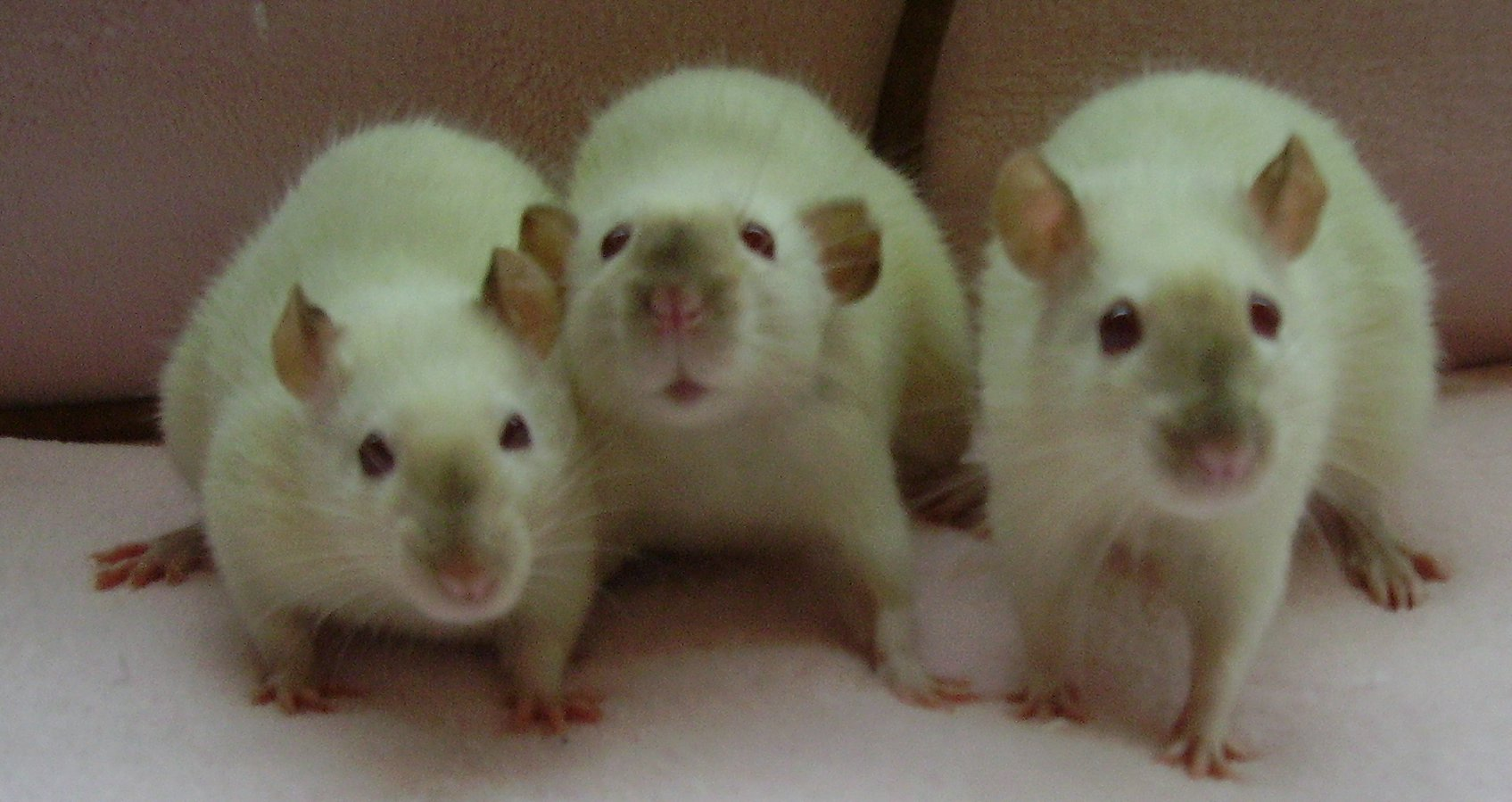
فئران الهيمالايا لها لون فريد وتنوع مميز

مزيد من تقسيم أنواع الفئران الفاخرة هي العديد من العلامات المختلفة. يمكن أن تظهر الفئران الفاخرة في أي مجموعة من الألوان والعلامات. تشير العلامات عادةً إلى أنماط ونسب
الشعر الملون مقابل الشعر الأبيض. نقيضان سيكونان ذاتيًا (صلب تمامًا، لون غير أبيض) وجبال الهيمالايا (أبيض تمامًا باستثناء المزج في مناطق ملونة في الأنف والقدمين، تسمى النقاط، كما هو الحال في علامات قطة الهيمالايا).
العلامات لها معيار صارم، مع المصطلحات التفصيلية، للعرض في عروض الحيوانات الأليفة الفاخرة. ومع ذلك، فإن العديد من الفئران المحلية لم يتم تربيتها بشكل وثيق مع أي معيار لوني، العديد من تلك الموجودة في متاجر الحيوانات الأليفة سيكون لها علامات خاطئة من منظور تربية رسمي، والتي يتم تعريفها على أنها اختلافات في العلامات التي لا يتم التعرف عليها على أنها تتوافق مع معيار السلالة المنشور من قبل منظمة مربي الفئران.
تشمل المعايير المعترف بها بشكل عام ما يلي:
- بيركشاير - قمة ملونة، بطن أبيض.
- مقنع - يمتد اللون في سرج، خط واحد غير منقطع من الرأس الكامل إلى العمود الفقري وربما جزئيًا أسفل الذيل.[24]
- غطاء - لون على الرأس بالكامل فقط.
- متوهج - رأس ملون (مغطى) أو جسم (إيرلندي أو باركشاير أو ذاتي) مع إسفين مثلثي من الفراء الأبيض على الوجه.
- متنوع - أي شكل من أشكال الشذوذ غير المتطابق في الفراء. يمكن أن يكون أي شيء من غطاء محرك السيارة مكسور أو مرقط إلى حريق مشوه.
- الأيرلندية أو الإنجليزية الأيرلندية - في إنجلترا، تم توحيد الإيرلنديين من قبل المتطلبات غيرالوظيفية كمثلث متساوي الأضلاع من الأبيض مع جانب يبدأ عند الصدر، أو بين الأرجل الأمامية، وحيث تنتهي النقطة في منتصف الطول.[24] في الولايات المتحدة وأماكن أخرى، تميز الأندية مثل الرابطة الأمريكية للجرذان والفئران الفاخرة هذه العلامة على أنها الإنجليزية الأيرلندية وتسمح بأيرلندية موحدة أخرى قد يكون فيها الجرذ أبيض ذو طبيعة متساوية أو متماثلة في أي مكان على طول الجانب السفلي.[22][26]

تشمل أصناف الوسم الأخرى المرقطة أو الدلماسية (التي سميت على اسم الكلب الدلماسي المرقط)، وإسكس، والملثمين، وجبال الهيمالايا (عادةً ما يكون التدرج اللوني على طول الجسم، والأغمق عند قاعدة الذيل والأنف كما هو الحال في القطط السيامية)، وإلى اسفل (صنف أسترالي يحتوي على شريط بلون خالص على البطن أو علامة ملونة هناك تتوافق مع العلامات الموجودة في الأعلى).

### نوع الجسم

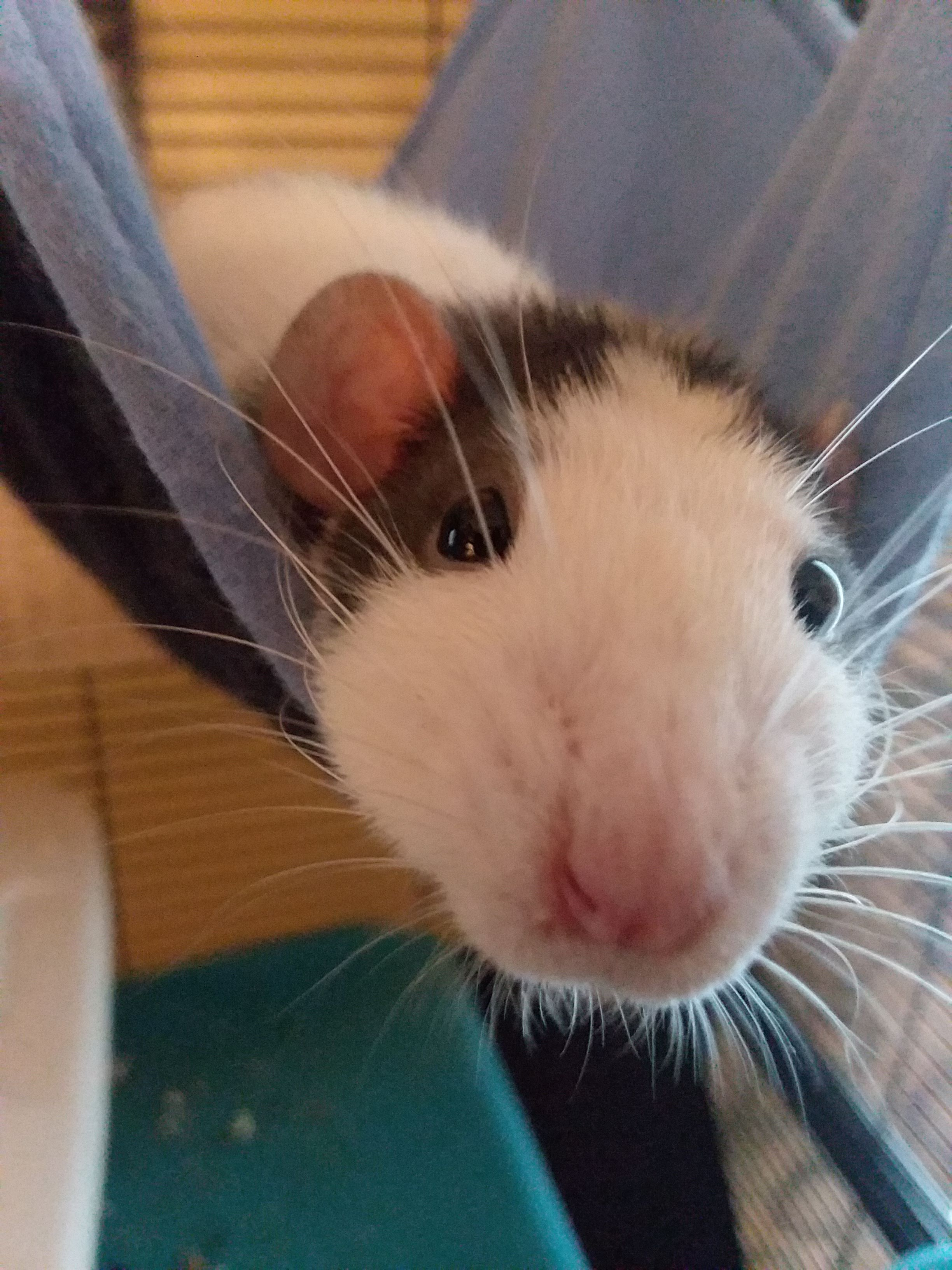
الفأر الدلماسي الفاخر

اثنان من أبرز التغييرات الفيزيائية والموحدة المطبقة على الفئران من خلال التربية الانتقائية هما تطوير جرذ مانكس وفأر دامبو. يتميز فأر دومبو، الذي تعود أصوله إلى الولايات المتحدة، بوجود آذان كبيرة ومنخفضة ومستديرة على جانبي رأسه، وقد سمي هذا الجرذ لتشابهه مع الشخصية الخيالية دامبو الفيل الطائر. يعتبر جرذ مانكس عديم الذيل بسبب طفرة جينية، وقد تم تسميته على اسم قطة مانكس التي تشترك في هذه الميزة، وإن لم يكن بالضرورة بسبب نفس الطفرة.

### أنواع الجرذان
هناك مجموعة صغيرة نسبيًا من الفرو فيما يتعلق بعدد الألوان والعلامات، وليست جميعها موحدة دوليًا. النوع الأكثر شيوعًا هو النوع العادي أو القياسي، والذي يسمح بالاختلاف في الخشونة بين الجنسين، يمتلك الذكور فروًا خشنًا وسميكًا وخشنًا، بينما يكون فرو الإناث أنعم وأكثر نعومة. يشمل الفرو القياسي الآخر: ريكس، حيث يكون كل الشعر مجعدًا، حتى الشوارب القطيفة، تباين أكثر ليونة من ريكس، معطف من الساتان أو الحريري، فائق النعومة والرفيع، مع لمعان، وهارلي، الذي يتميز بشعر ناعم طويل مفرود.

### جرذان صُلْعٌ

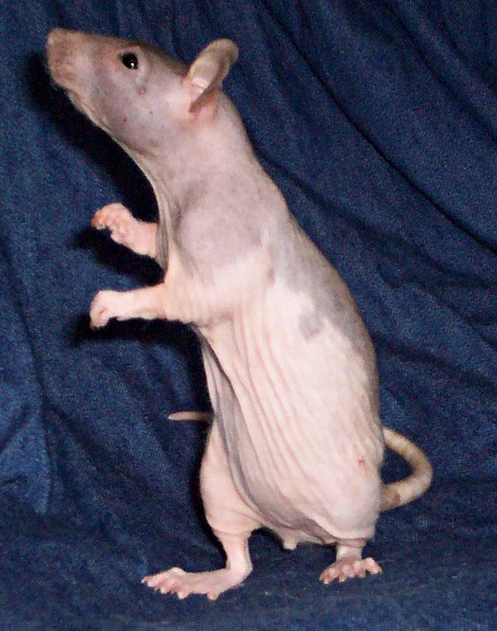
على الرغم من أن هذا الجرذ أصلع، فإن التصبغ يشير إلى أنه جرذ مقنع.

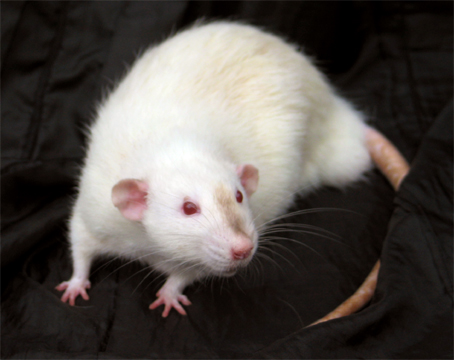
ذكر فأر دامبو، صنف ذو أذنين أسفل الرأس

الجرذان التي ليس لها شعر هي مجموعة متنوعة تتميز بمستويات متفاوتة من تساقط الشعر. تتراوح الجرذان الخالية من الشعر، التي تم تربيتها من ريكس مجعد، من مناطق ذات فرو قصير جدًا إلى كونها عارية تمامًا. يتم إنتاج الفئران الخالية من الشعر وراثيًا عن طريق استنباط مجموعات مختلفة من الجينات التي تسبب فرو ريكس. نظرًا لأن ريكس سمة سائدة، فلا يلزم سوى أن يكون أحد الوالدين ريكس لإنتاج نسل مجعد مغلف بالريكس. ومع ذلك، عند وجود نسختين من السمة، عن طريق تكاثر ركسين معًا، يتأثر الغلاف بشكل مختلف - مما يتسبب في الصلع، ويكسب الاسم العامي «مزدوج ريكس». مجموعة فرعية واحدة من الفئران شبه أصلع، الفئران المرقعة، تفقد شعرها باستمرار وتعيد نموه في «بقع» مختلفة عدة مرات طوال حياتها. لا يُنصح عادةً بإبقاء الفئران الخالية من الشعر خارج المختبرات عندما تكون مطلوبة لإجراء البحوث، حيث إنها تخضع لعدد كبير من المشاكل الصحية مثل الفشل الكلوي والكبد، فضلاً عن العديد من الأمراض الجلدية وقصر العمر الافتراضي بشكل كبير.

### أخلاقيات التربية الانتقائية
هناك جدل بين مربو الفئران فيما يتعلق بالتربية الانتقائية. من ناحية، فإن تربية الفئران «لتتوافق» مع معيار معين أو لتطوير معيار جديد هو جزء كبير مما تأسست عليه الفاخرة. من ناحية أخرى، ينتج عن العملية العديد من الفئران التي لا «تتوافق»، ثم يتم إما التخلص منها أو بيعها كطعام أو قتلها - ويشار إلى هذا الأخير على أنه الإعدام.
هناك مخاوف بشأن ما إذا كانت تربية الجرذان الخالية من الشعر وذات الذيل أمرًا أخلاقيًا. الذيل حيوي لتوازن الفئران ولضبط درجة حرارة الجسم. تزداد خطورة الإصابة بالإنهاك الحراري، وضعف التحكم في الأمعاء والمثانة، والسقوط من المرتفعات، ويمكن أن تتعرض لخطر التشوهات التي تهدد الحياة في منطقة الحوض، مثل شلل الساق الخلفية وتضخم القولون. وبالمثل، فإن الجرذان الخالية من الشعر تكون أقل حماية من الخدوش والبرد بدون فروها. مجموعات مثل المتطلبات غير الوظيفية تحظر عرض هذه الأصناف في أحداثها وتمنع الإعلان من خلال الخدمات التابعة.

### التوفر
نظرًا لأن نورفيكوس والأنواع ذات الصلة تعتبر آفات، فإن استيرادها المتعمد إلى البلدان الأجنبية غالبًا ما يتم تنظيمه. على سبيل المثال، يُحظر استيراد القوارض الأجنبية في أستراليا، ولذلك تم تربية أنواع وألوان وأنواع مختلفة من الفرو بشكل منفصل عن السلالات الأجنبية، أو لا يمكن الحصول عليها داخل هذا البلد (على سبيل المثال، الفئران التي لا أصل لها ودامبو غير موجودة في أستراليا). في مناطق أخرى، مثل مقاطعة ألبرتا الكندية، والتي تعتبر خالية من الفئران، فإن ملكية فئران منزلية رائعة خارج المدارس والمختبرات وحدائق الحيوان غير قانونية.

## صحة

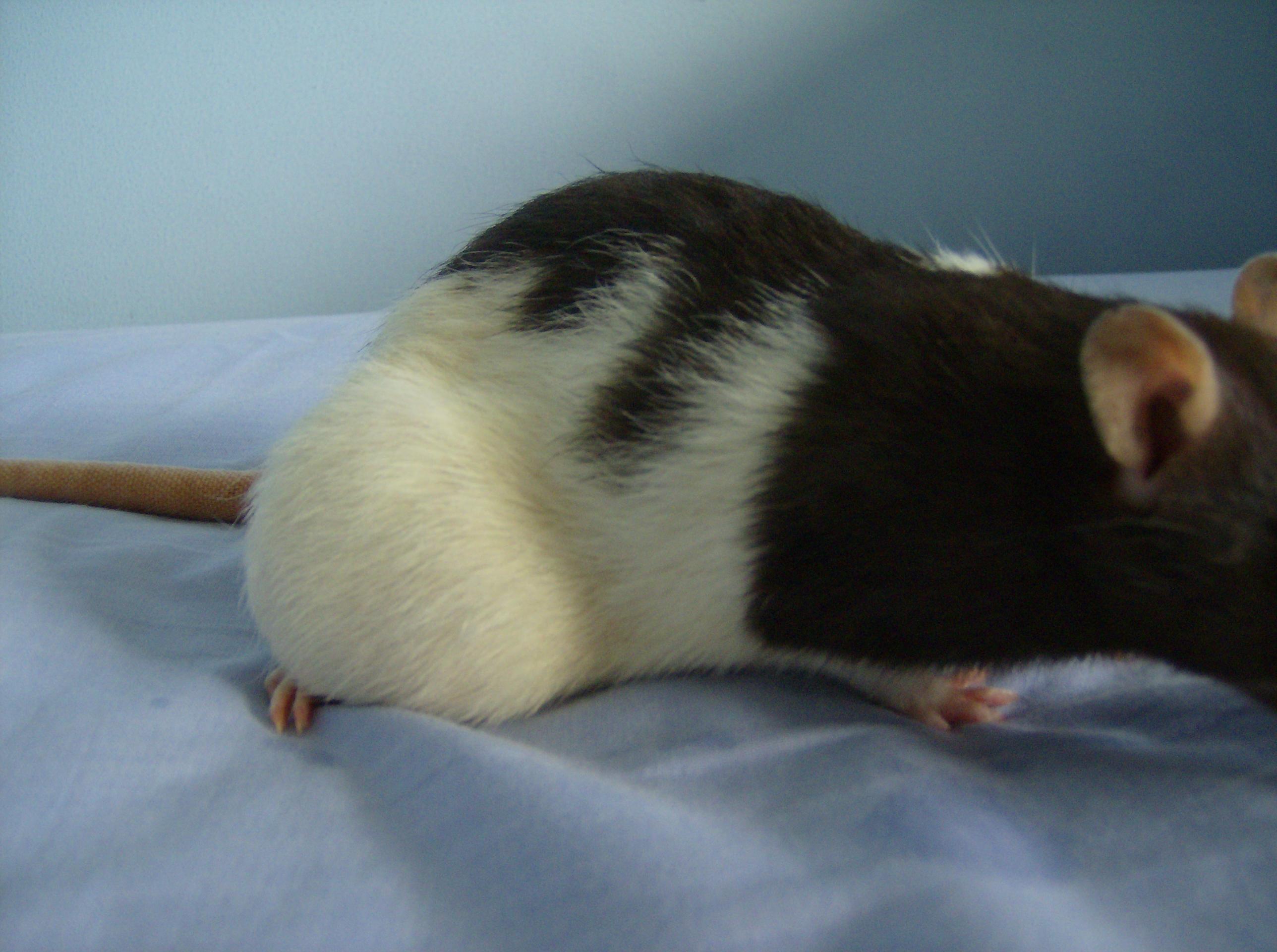
عادة ما تصاب الجرذان الفاخرة من كلا الجنسين بأورام الثدي مع تقدم العمر. عادة ما تكون هذه الأورام حميدة، ولكن يمكن أن تستمر الأورام المتعددة حتى بعد الإزالة.

تعتبر نورفيكوس التي يربى الإنسان أكثر عرضة لمخاطر وأمراض صحية محددة من نظيراتها البرية، ولكنها أيضًا أقل عرضة للإصابة بأمراض معينة منتشرة في البرية. تشمل الاعتبارات الرئيسية للحساسية التعرض وظروف المعيشة والنظام الغذائي.
عادة ما تكون الجرذان التي تعيش حياتها بأكملها في الداخل قادرة على تجنب البكتيريا المسببة للأمراض مثل السلمونيلا والزائفة الزنجارية، هذا الأخير غائب في المياه المعالجة. يمكنهم أيضًا تجنب النواقل بسهولة أكبر مثل الصراصير والخنافس والبراغيث التي تعتبر ضرورية لانتشار التيفوس المستوطن والطفيليات المعوية مثل الدودة الشريطية للجرذان. بالإضافة إلى ذلك، تتمتع فئران التجارب أو الحيوانات الأليفة بالفوائد الجوهرية المتمثلة في اتباع نظام غذائي ثابت ومتوازن، إلى جانب الوصول إلى الرعاية الطبية.
البورفيرين مادة بنية حمراء يمكن أن تتطور حول العين والأنف من قبل الجرذان الفاخرة. قد يبدو مثل الدم الجاف، لكنه مادة شبيهة بالمخاط يتم إطلاقها في أوقات الإجهاد أو إذا كان الجرذ مصابًا بعدوى الجهاز التنفسي. يمكن أن يكون سببها أيضًا تهيجًا مؤقتًا في العين مثل حك الجرذ عينه عن طريق الخطأ أثناء الاستمالة.
أثناء العيش في المنزل يقلل من خطر الإصابة بأمراض معينة، والعيش في أماكن قريبة مع فئران أخرى، وعدم القدرة على السعي دائمًا للحصول على الحماية المناسبة من العوامل البيئية (مثل درجة الحرارة والرطوبة)، والتغذية بنظام غذائي غير صحي، والضغوط المرتبطة بطبيعتها بالعيش في يمكن أن تؤثر الموطن غير الطبيعي سلبًا على صحة الفئران لجعلها أكثر عرضة لظروف معينة. على وجه التحديد، عادة ما يُلاحظ مرض تايزر، والتهابات الأوالي (مثل جيارديا موريس)، والسل الكاذب في الفئران المجهدة أو الصغيرة. بالإضافة إلى ذلك، تتعرض فئران الحيوانات الأليفة إلى العقدية الرئوية، وهو مرض حيواني المنشأ ينتقل من البشر، وليس نفس البكتيريا المرتبطة بالالتهاب الرئوي. عادة ما تكون الفطريات المرتبطة بالبشر، المتكيسة الرئوية (توجد أيضًا في جميع الحيوانات الأليفة تقريبًا) بدون أعراض في الفئران، ما لم يكن الجهاز المناعي للفئران معرضًا للخطر بسبب المرض. إذا حدث هذا يمكن أن تتطور العدوى إلى التهاب رئوي.
تنتشر العديد من الأمراض، مثل عدوى الجرذان التاجية، وفيروس سينداي، وداء الميكوبلازما التنفسي (المفطورة)، وذلك ببساطة لأن طبيعتها شديدة العدوى تعمل جنبًا إلى جنب مع الطريقة التي يتم بها الاحتفاظ بالفئران في المختبرات ومتاجر الحيوانات الأليفة وعن طريق مربي. تقل احتمالية حدوث المفطورة التنفسية الفئران في فئران التجارب عن تلك التي يتم الاحتفاظ بها كحيوانات أليفة.
يمكن أن تصاب الفئران الأليفة أيضًا بأورام الغدة النخامية إذا تم إعطاؤها نظامًا غذائيًا عالي السعرات الحرارية، وحلقة الذيل إذا تم وضعها في مناطق ذات رطوبة منخفضة أو درجات حرارة عالية. المكورة العنقودية هي في الغالب مجموعة حميدة من البكتيريا التي تعيش عادة على الجزء العلوي من الجلد، ولكن الجروح والخدوش من القتال الاجتماعي والهرمي يمكن أن تفتح المسارات أمامها للتسبب في التهاب الجلد التقرحي.
هناك بعض الأدلة على أن إناث الجرذان المعقمات أقل عرضة للإصابة بأورام الثدي والغدة النخامية من الإناث غير المعقمات. البحث في الوقاية من الأمراض الشائعة والقضايا الصحية في الفئران مستمر. تعد التغييرات الغذائية من بين الاقتراحات الرئيسية لتحسين الصحة وطول العمر في الفئران الفاخرة، مثل هذه الاقتراحات المدرجة هي إطعام فائق الصديق للجرذان باعتدال لتقليل مخاطر الإصابة بالسرطان وأمراض القلب والسكتة الدماغية.

### مخاطر على المالكين
يمكن أن يصاحب تربية الفئران كحيوانات أليفة وصمة العار التي يفترض أن الفئران تنقل الأمراض الخطيرة لأصحابها. أحد المخاوف هو أن جميع الفئران تحمل الطاعون، في حين أن نورفيكوس في الواقع ليست ضمن قائمة الأنواع التي تعتبر تهديدًا. في عام 2004، كان انتشار السلمونيلا في الولايات المتحدة مرتبطًا بأشخاص يمتلكون فئران أليف. ومع ذلك، فقد تم تحديد أن التعرض الأولي للفأر الأليف للسالمونيلا، إلى جانب العديد من أمراض الفئران الحيوانية المنشأ الأخرى، يشير عادةً إلى التعرض لمجموعات القوارض البرية، إما من الإصابة في منزل المالك، أو من طعام الحيوانات الأليفة الملوث أو الماء أو الفراش.
خطر آخر على أصحاب الفئران هو حمى عضة الجرذ. هذا مرض نادر بين الفئران المستأنسة وغالبًا ما يوجد في الفئران من متاجر الحيوانات الأليفة ذات السلسلة الكبيرة التي تربى مخزونها من الجرذان في كتل (عادةً بقصد أن تكون طعامًا للثعابين بدلاً من الحيوانات الأليفة) أو من المربين الذين يفشلون في العناية الجيدة من جرذانهم. هذا المرض غير ملحوظ إلى حد ما في الجرذ، لكنه يتميز بتورم مكان اللدغة أو الخدش حيث تم التعاقد عليه، والحمى والقيء وآلام الجسم. يتم التعاقد عليه عن طريق لدغ أو خدش من قبل جرذ مصاب.
في عام 2017، أبلغت مراكز السيطرة على الأمراض عن تفشي فيروس سيول انتشر عن طريق الفئران الأليفة.

## خيال
في الخيال غالبًا ما يتم تصوير الفئران البنية الأليفة على أنها مروضة وليست مستأنسة، على غرار ما يحدث عندما تصادق شخصية ذئبًا. كحيوانات أليفة مروّضة، تم تصويرهم في أدوار تختلف من شر إلى غامض إلى محبوب.
زعمت سامانثا مارتن، مدربة حيوانات محترفة للأفلام والإعلانات التجارية ومقاطع الفيديو الموسيقية، أن الفئران هي واحدة من أسهل الحيوانات التي يمكن تدريبها نظرًا لقدرتها على التكيف والذكاء والتركيز.
في فيلم التدفق البعيد، يعتبر رودي سانت جيمس فأر حيوان أليف مدلل في شقة فاخرة في كنسينغتون.
في تتابعات الفيديو المباشرة لفيلم شجاع المحمصة الصغيرة عام 1987، المحمصة الصغيرة الشجاعة للإنقاذ والشجعان ليتل محمصة صغيرة أتر، كان راتسو هو الجرذ الأليف لـ روب ماكجرارتي.
كانت روايات راتمان الروائية لستيفن غيلبرت أساس أفلام ويلارد (1971) وبن (1972)، وإعادة إنتاج الفيلم الأول عام 2003. هنا، يصادق بطل الرواية الفئران الموجودة في منزله ويبني علاقة وثيقة، فقط لإنهاءها بشكل مأساوي. بينما تؤكد هذه الأفلام عمومًا على التصور الشائع للحقد - فهي تقتل الأشخاص والقطط وتنهب متاجر البقالة - يتم تصوير الفئران البرية الأخرى التي تصبح حيوانات أليفة بطرق أكثر حيادية إلى إيجابية. عرض البرنامج التلفزيوني «هاوس» لفترة وجيزة «ستيف ماكوين»، الجرذ الأليف ذو الشخصية الفخرية.
في إصدارات معينة من امتياز سلاحف النينجا المراهقون المتحولون، يكون السيد سبلينتر هو الأب الرئيسي والسلاحف بالتبني، والذي كان في يوم من الأيام الجرذ الأليف للنينجا هاماتو يوشي وتعلم مهاراته في فنون الدفاع عن النفس من خلال تقليد مالكه.
في لعبة المغامرة فانتاسماغوريا: لغز من اللحم التي تعتمد على التوجيه والنقر عام 1996، يمتلك بطل الرواية كيرتس كريج فأرًا أليفًا يُدعى بلوب، والذي شوهد مرات عديدة في اللعبة، بل إنه يشارك في أحد الألغاز العديدة التي يجب على اللاعب فكها.
يُسمح بشكل غير رسمي بفئران الحيوانات الأليفة في مدرسة هوغوورتس للسحر والشعوذة في سلسلة هاري بوتر، ولكن لا يُنظر إليها عمومًا على أنها حيوانات أليفة مرغوبة. تم الكشف في النهاية عن حيوان أليف الغراب من رون ويزلي أنه إنسان تحول بشكل سحري في تحالف مع الشرير الرئيسي.

## روابط خارجية
- RodentFancy.com - موقع يحتفظ به الرئيس السابق لمربي الفئران والفأر للتميز (RMFE).
- سلوك الجرذ والبيولوجيا - موقع على شبكة الإنترنت يحتوي على مقالات مرجعية مفيدة تتعلق بالدراسة العلمية للفئران النرويجية المستأنسة.
- دليل الجرذان - مورد عبر الإنترنت يحتوي على معلومات حول صحة الفئران الفاخرة وعلاج المرض.
- RatCentral.com - موقع يحتوي على أدلة مفيدة ونصائح ومقالات صحية مرجعية لأصحاب الفئران الفاخرة.
- PetDumboRat.com - موقع ويب حول Dumbo Rats (نوع من الجرذان الفاخرة).

### المنظمات
- الرابطة الأمريكية للجرذان والفئران الفاخرة (الولايات المتحدة الأمريكية) (AFRMA)
- الجمعية الوطنية للجرذان الفاخرة (المملكة المتحدة) (NFRS)
- نادي الجرذ والفأر الأمريكي (الولايات المتحدة الأمريكية) (RMCA)
- نادي الفئران ميدلاندز (المملكة المتحدة) (MRC)
- نادي الفئران (نيوزيلندا) (RC)